# B-30 (autovia)
La  B-30  és una autovia de gran capacitat que circumval·la la ciutat de Barcelona. S'anomena B-30 atès que és la tercera de les rondes circumval·latòries de la ciutat, essent la primera la B-10 (Ronda del Litoral) i la segona la B-20 (Ronda de Dalt). Es va inaugurar el 1977
La B-30 és tècnicament un tram de l'autopista de peatge AP-7. Inicialment, l'autopista AP-7 era de peatge al llarg de tot el seu contingut. Concretament, n'hi havia un a Sant Cugat del Vallès. Es varen construir, doncs, dues pistes laterals amb característiques d'autovia (tot i que oficialment no són considerades com a tal perquè no compleixen tots els requisits en algun dels trams) per tal d'evitar el peatge de Sant Cugat del Vallès. D'aquesta manera, la B-30 designava en un principi únicament les pistes laterals de l'AP-7 a l'altura de Barcelona.
A partir de l'any 2001, el peatge de Sant Cugat va desaparèixer, i, per tant, el tram de l'AP-7 que circumval·la Barcelona va passar a ser gratuït. Des de llavors, la B-30 designa tot el tram de l'AP-7 des de Mollet del Vallès fins al seu enllaç amb la B-23: tant la pista central com les pistes laterals, sumant un total de cinc carrils per sentit.
La pista central, amb característiques d'autopista, es reserva pel trànsit de llarga distància que necessita vorejar o creuar l'àrea metropolitana de Barcelona sense penetrar-hi. D'altra banda, les pistes laterals condueixen el trànsit de curta distància que es trasllada d'un punt a un altre de la regió urbana.
La B-30 és un dels complexos viaris més transitats a Catalunya. Cada dia més de 100.000 vehicles l'utilitzen i el seu traçat creua una regió que conté el 50% de l'activitat industrial catalana. Són per tant habituals les congestions de trànsit en ajuntar-se els vehicles amb destinació a França amb el trànsit local. Per això, la Generalitat de Catalunya va impulsar al llarg de la dècada 2000-2010 l'anomenat Eix Transversal (C-25), finalitzat l'any 2013, que va permetre que tot el trànsit de persones i mercaderies que provenia del nord d'Espanya pogués circular a França sense creuar la regió urbana de Barcelona.
En un futur, es preveu reduir la congestió de trànsit mitjançant la construcció del Quart Cinturó (B-40), tot i que encara es troba en projecció a la majoria del seu traçat.
El 18/02/2022 es va aprovar el traspàs d'aquesta infraestructura a la Generalitat de Catalunya.